# Spirit Racing
Pour les articles homonymes, voir Spirit.
Spirit Racing était une écurie de course automobile fondée par John Wickham. Spirit a participé au championnat du monde de Formule 1 de 1983 à 1985. L'écurie a disputé un total de 23 Grands Prix, 4 347 km en course sans parvenir à inscrire de point au championnat du monde des constructeurs.

## Historique

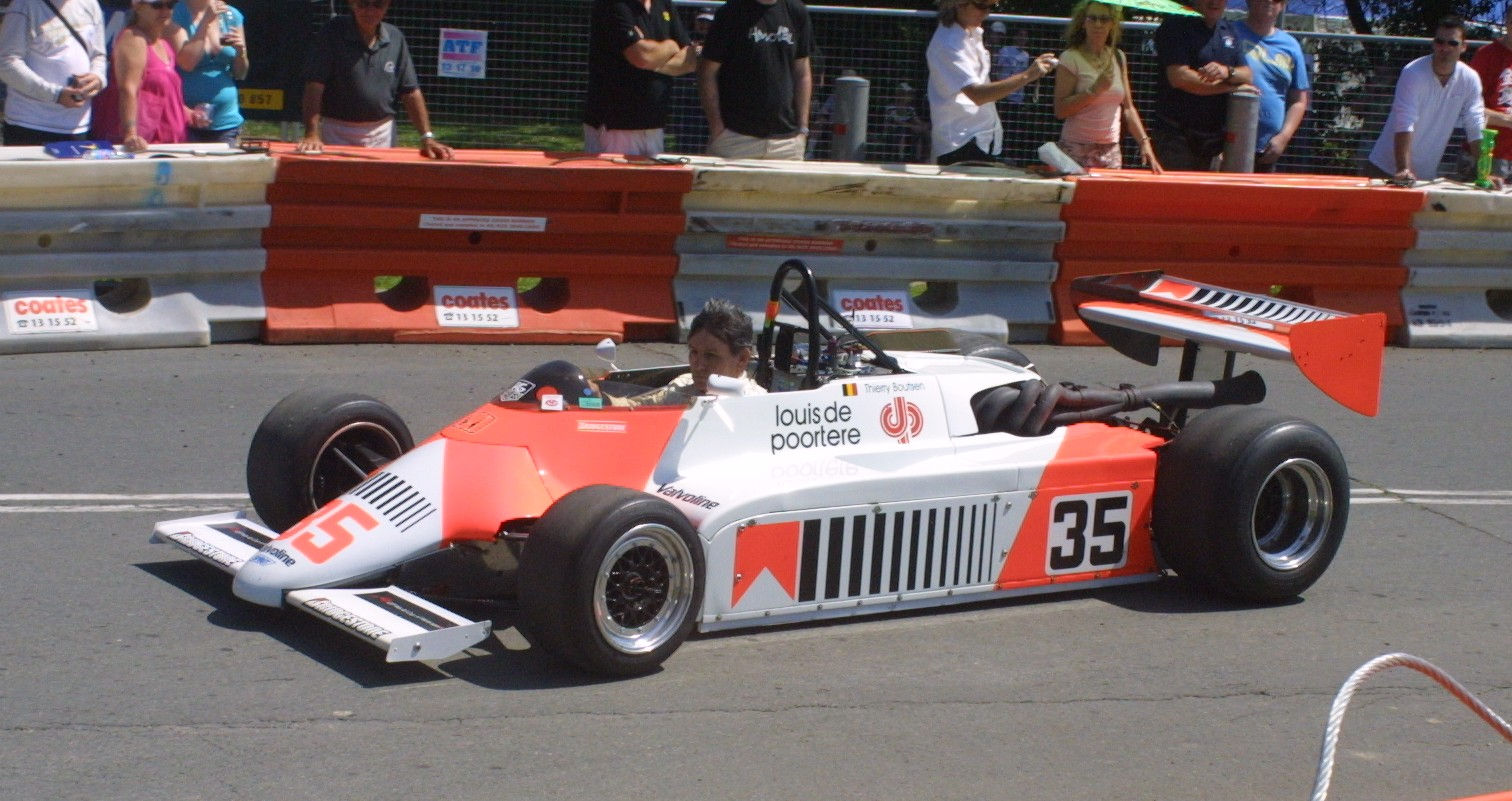
La Spirit 201-F2 de Formule 2.

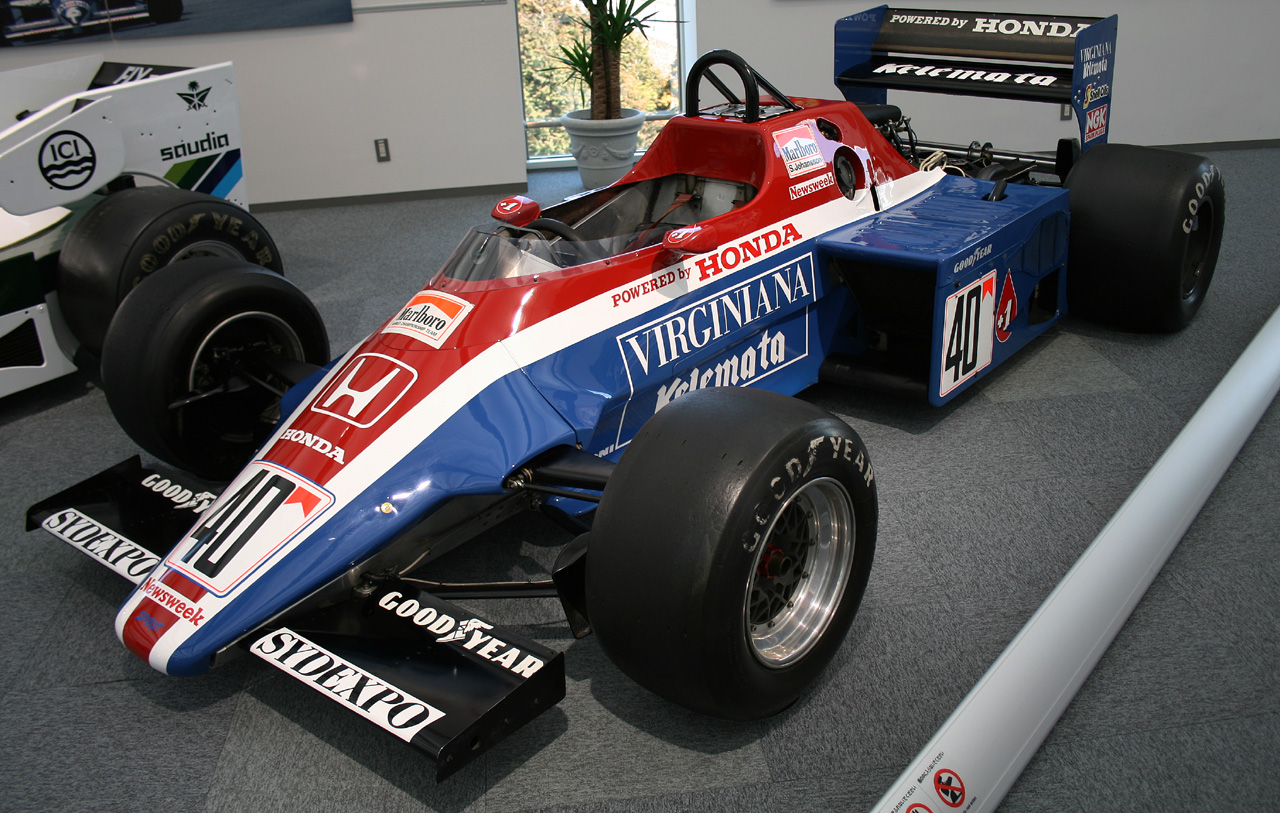
La Spirit 201C de Stefan Johansson.

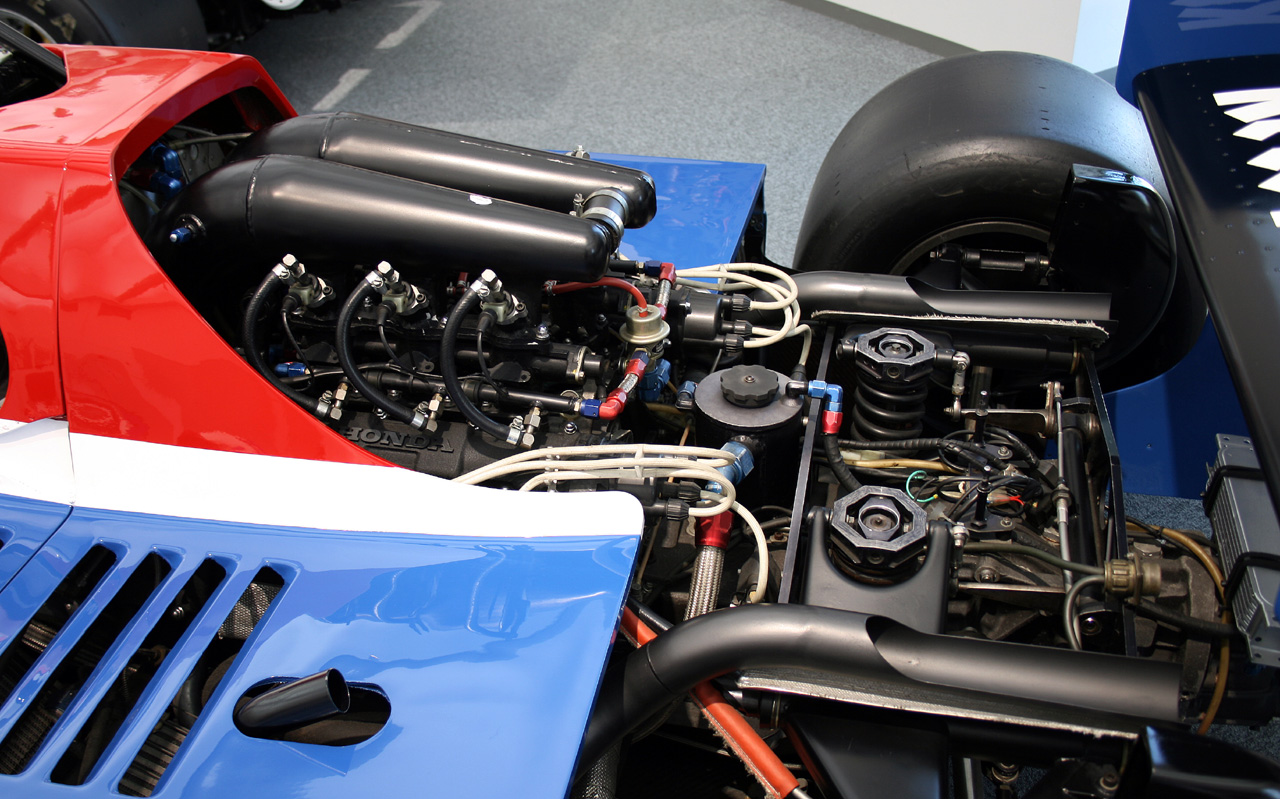
Moteur Honda RA163E de la Spirit 201C.

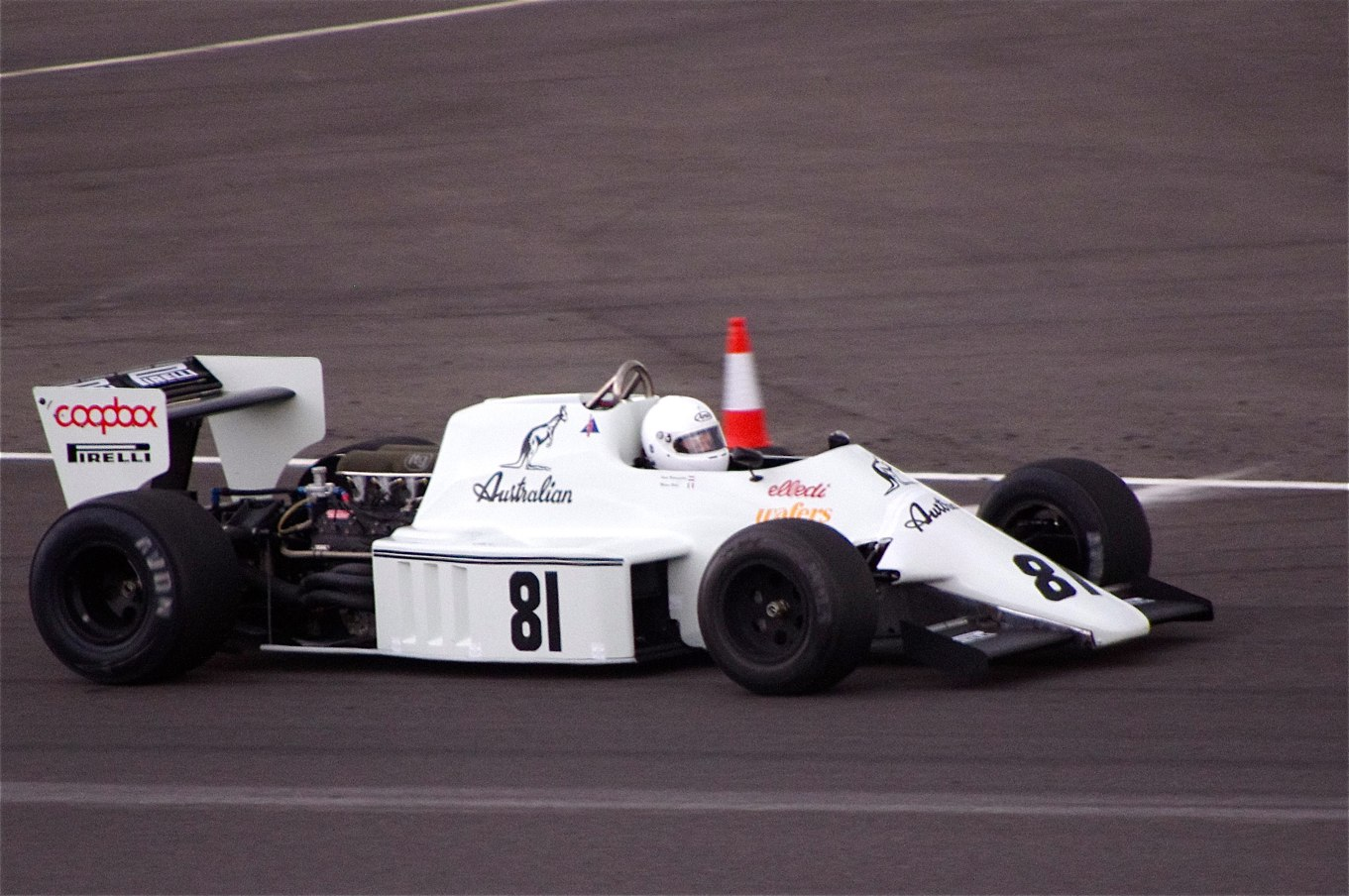
La Spirit 101 en démonstration en 2011.

John Wickham fonde son écurie de course pour disputer le championnat du monde de Formule 2. Il engage notamment le pilote suédois Stefan Johansson en 1982 et celui-ci monte à trois reprises sur le podium. Le motoriste de l'écurie, Honda, incite alors Wickham à passer à la catégorie supérieure, en conservant Johansson comme pilote.
En 1983, Gordon Coppuck est chargé de modifier la Formule 2 de 1982 en Formule 1 afin qu'elle puisse recevoir le V6 turbo Honda. La 201 (qui évoluera en 201C) est trop lourde, tandis que la plage d'utilisation du V6 s'avère trop restreinte. Johansson ne parvient à se qualifier qu'à six reprises et n'inscrit aucun point au championnat.
Fin 1983, Honda, dont les ambitions en Formule 1 se font plus grandes, se rend compte que Spirit n'est sans doute pas à même de les faire progresser suffisamment. Honda contacte alors Williams, en quête d'un nouveau moteur et convie les deux écuries à un test comparatif à Donington : le vainqueur se verra attribuer le moteur pour 1984. La 201C s'incline de plus de 2 secondes au tour face à la FW09B qui n'était pourtant pas conçue autour du moteur Honda. Wickham décide de poursuivre malgré tout en Formule 1 et sollicite Hart pour motoriser sa nouvelle 101.
La Spirit 101 de 1984, toujours conçue par Coppuck, est confiée à Mauro Baldi, Johansson étant parti effectuer une pige chez Tyrrell. Baldi commence la saison sans briller avant d'être remplacé par le Néerlandais Huub Rothengatter, qui ne s'illustre pas lui non plus. Le quatre cylindres en ligne turbo-compressé Hart est trop fragile et trop peu performant pour espérer décrocher une place dans les points.
En 1985, la nouvelle 101D est engagée, toujours motorisée par le Hart-turbo. Elle est confiée à nouveau à Baldi, qui ne dispute que 3 épreuves. Le manque de résultats chronique depuis 3 ans (une 7e place, quatre 8e places et une 9e place pour 9 Grands Prix terminés) plonge l'écurie dans le marasme financier. Luciano Benetton la rachète dans leur seul but de profiter des pneumatiques Pirelli qui vont être mis à disposition de l'écurie Toleman, également rachetée par Benetton. C'est la fin de Spirit qui aura disputé 23 Grands Prix, sans parvenir à inscrire le moindre point.

## Résultats en championnat du monde de Formule 1
| Saison | Écurie                 | Châssis                | Moteur                | Pneus    | Pilotes                       | Grands Prix disputés      | Points inscrits | Classement |
| ------ | ---------------------- | ---------------------- | --------------------- | -------- | ----------------------------- | ------------------------- | --------------- | ---------- |
| 1983   | Spirit Racing          | Spirit 201 Spirit 201C | Honda V6 turbo        | Goodyear | Stefan Johansson              | 6                         | 0               | Non classé |
| 1984   | Spirit Racing          | Spirit 101             | Hart 4 en ligne turbo | Pirelli  | Huub Rothengatter Mauro Baldi | 14 (2 non-qualifications) | 0               | Non classé |
| 1985   | Spirit Enterprises Ltd | Spirit 101D            | Hart 4 en ligne turbo | Pirelli  | Mauro Baldi Allen Berg        | 3 (1 forfait)             | 0               | Non classé |